# Francesco Soriano
Francesco Soriano (født 1549, død 19. juli 1621) var en italiensk kirkekomponist.
Soriano var elev af Nanini og Palestrina og blev kapelmester ved forskellige kirker i Rom, San Luigi, Santa Maria Maggiore og Lateranet. 
Sammen med Anerio og Vittoria hører Soriano til de mest fremragende repræsentanter for den romerske kirkemusik efter Palestrina, lige så mærkelig ved sin store kontrapunktiske kunst som indtagende ved dennes ideale stræben. 
Enkelte af hans værker findes gengivne i Proskes Musica divina.